# روبی دندریج
روبی دندریج (انگلیسی: Ruby Dandridge; ۳ مارس ۱۹۰۰ – ۱۷ اکتبر ۱۹۸۷) هنرپیشه، و بازیگر تلویزیون اهل ایالات متحده آمریکا بود.
از فیلم‌ها یا برنامه‌های تلویزیونی که وی در آن نقش داشته‌است می‌توان به کینگ کونگ، ناوبری کور، و ساعت اشاره کرد.